# ساندي (ممثلة)
ساندي (بالبرتغالية: Sandy‏) هي مقدمة تلفزيونية وكاتبة غنائية وملحنة ومغنية ومنتجة أسطوانات وممثلة برازيلية، ولدت في 28 يناير 1983 بكامبيناس في البرازيل.

## وصلات خارجية
- ساندي على موقع IMDb (الإنجليزية)
- ساندي على موقع روتن توميتوز (الإنجليزية)
- ساندي على موقع ألو سيني (الفرنسية)
- ساندي على موقع ميوزك برينز (الإنجليزية)
- ساندي على موقع أول ميوزيك (الإنجليزية)
- ساندي على موقع ديسكوغز (الإنجليزية)
- ساندي على موقع قاعدة بيانات الفيلم (الإنجليزية)
- ساندي على موقع ليتربوكسد (الإنجليزية)
- ساندي على موقع كينوبويسك (الروسية)